# Xyris brevifolia
Espèce
Xyris brevifolia, l’Herbe aux yeux jaunes à feuilles courtes, est une espèce américaine de plantes herbacées vivaces de la famille des Xyridaceae. Elle est originaire du Brésil, des Antilles et du Sud-Est des États-Unis (Floride, Alabama, Géorgie, Caroline du Nord et Caroline du Sud),,.

## Description
Xyris brevifolia est une plante herbacée vivace atteignant 60 cm de hauteur avec des feuilles étroites atteignant 15 cm de long et des fleurs jaunes.

## Systématique
Le nom correct complet (avec auteur) de ce taxon est Xyris brevifolia Michx..
Xyris brevifolia a pour synonyme :
- Xyris intermedia Malme